# Costa Smeralda (корабль)
Costa Smeralda — круизный лайнер, работающий на сжиженном газе. Начат постройкой в сентябре 2017 года, окончен в феврале 2019 года. Назван в честь Изумрудного побережья острова Сардиния. В первый рейс вышел в конце 2019 года.
Из-за подозрения на новую вирусную инфекцию у одного из пассажиров в январе 2020 года лайнер был задержан в итальянском порту Чивитавеккья. На борту находились 7 тысяч пассажиров и членов экипажа. После проверки медиков вирус не подтвердился, корабль продолжил свой путь.